# Conselho das Comunidades Portuguesas
O Conselho das Comunidades Portuguesas é o órgão consultivo do governo português em políticas relativas à emigração e às comunidades portuguesas no estrangeiro.
O Conselho é composto por um máximo de 90 membros, eleitos por cidadãos portugueses residentes no estrangeiro. A última eleição foi realizada em 26 de novembro de 2023.